# Антоній (Смолін)
Архієпископ Антоній (світське ім'я Петро Сергійович Смолін (рос. Пётр Сергеевич Смолин) ; 1806, Саратовська губернія — 21 грудня 1876 [2 січня 1877]) — єпископ Російської православної церкви, архієпископ Пермський та Верхотурський.

## Біографія
Народився 1806 року в родині священника Саратовської губернії.
Вступив до Пензенської духовної семінарії, яку закінчив у 1828 році, після чого вступив до Московської духовної академії.
17 [29] січня 1832 року, навчаючись в академії, прийняв чернецтво; 12 лютого був висвячений в ієродиякона, а 25 липня — в ієромонаха.
22 серпня [3 вересня] 1832 року закінчив академічний курс зі званням магістра і був призначений інспектором і професором філософії Ярославської духовної семінарії.
19 [31] грудня 1834 року переведений на посаду інспектора до Віфанської духовної семінарії.
1 [13] липня 1839 року зведений у сан архімандрита.
С 23 листопада [5 грудня] 1840 року — ректор і професор богослов'я Рязанської духовної семінарії та настоятель Рязанського Спасо-Преображенського монастиря.
У 1845—1846 роках архімандрит Антоній був викликаний до Санкт-Петербурга для участі в черзі богослужінь і проповідування Слова Божого — своєрідному випробуванні кандидатів у єпископи. Але за результатами перебування в Петербурзі він не був обраний в архієреї й мусив ще 11 років очолювати Рязанську духовну семінарію. Лише 1857 року його знову викликали до Петербурга.
У роки ректорства вирізнявся винятковою м'якістю, добротою і якоюсь незвичайною чутливістю. Мав дуже малий зріст. За свідченнями деяких осіб, страждав від сором'язливості. Розповідають такий випадок: одного разу на урочистому відкритті притулку в присутності численних почесних гостей отець Антоній мав виголосити промову. Отримавши благословення від владики Гавриїла, він вийшов уперед і почав: «Любі діти… Любі діти, цей день…» і замовк. Добрий архіпастир Гавриїл з добродушною усмішкою вивів його з незручного становища, тихо промовивши: «Гадаю, що більше він нам нічого не скаже». Він окрив архімандрита хресним знаменням, чим дозволив йому повернутися на місце.
10 [22] січня 1858 року призначений ректором Орловської духовної семінарії.
Як обізнаний богослов і знавець класики, отець Антоній говорив настільки логічно, сильно й переконливо, що до глибини душі зворушував своїх учнів, а сам часто не міг стримати сліз і не міг продовжити промову. Його урок зазвичай тривав дві з половиною години, але не був виснажливим для слухачів. Здавалося, час минав дуже швидко.
21 вересня [3 жовтня] 1858 року був хіротонізований у єпископа Одеського, вікарія Херсонської єпархії.
Вступивши на пост архіпастирського служіння, преосвященний Антоній керував єпархією твердо й справедливо. Бувши суворим до себе, був суворим і до підлеглих.
16 [28] листопада 1859 року, у зв'язку з перейменуванням Херсонського і Таврійського архієрея на Херсонського й Одеського, єпископ Антоній був перейменований на єпископа Новомиргородського, вікарія Херсонської єпархії.
З 9 [21] листопада 1862 року — єпископ Пензенський і Саранський.
1866 року, за часів єпископа Антонія, розпочався випуск «Пензенських єпархіальних відомостей». Завдяки його зусиллям і сприянню було покращено матеріальне становище пензенських духовних навчальних закладів.
У Пензі він влаштував будинок із церквою для училища дівчат духовного звання.
З 21 серпня [2 вересня] 1868 року — єпископ Пермський і Верхотурський.
16 [28] квітня 1872 року зведений у сан архієпископа.
Прогресивна хвороба очей змусила преосвященного Антонія проситися на спокій до одного з монастирів. 9 [21] вересня 1876 року звільнений за станом здоров'я на спокій до Московського Данилового монастиря, де й помер 21 грудня 1876 [2 січня 1877] року у віці 70 років.